# Ikea-koncernen

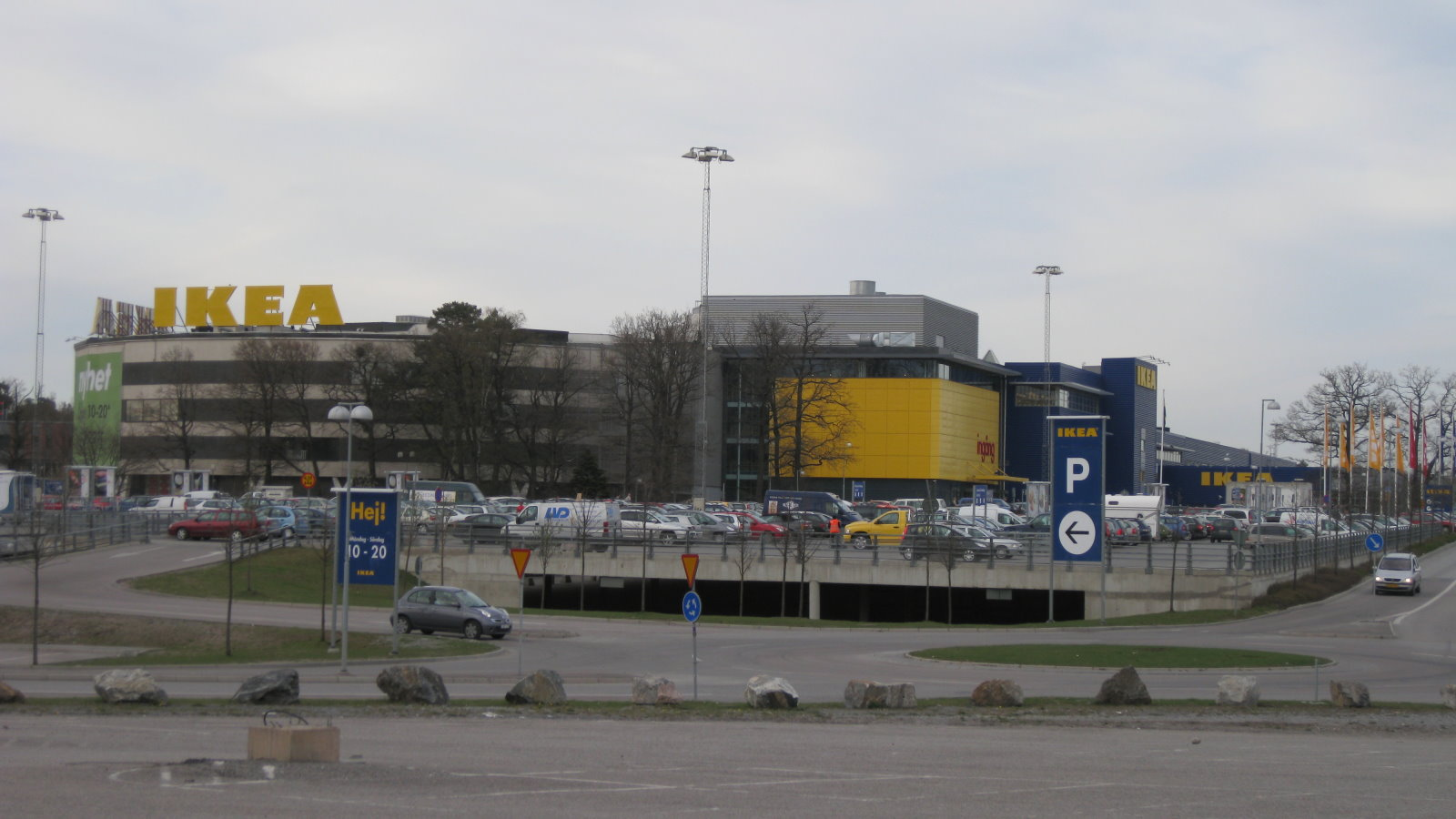
Ikea-varuhus i Kungens kurva i Stockholm

Ikea-koncernen (även Ikea-gruppen) är en nederländsk privatägd företagsgrupp. Moderföretag i koncernen är Ingka Holding B.V. med säte i Leiden.
Ikea-koncernen bedriver främst detaljhandel genom nationella dotterföretag i 25 länder, samt tillverkning av spånplattor och möbler genom två dotterföretagsgrupper.

## Detaljhandel
Ikea grundades 1943 av Ingvar Kamprad i Älmhult som ett postorderföretag för diverse produkter. Utbudet har efterhand utvidgats med främst möbler och heminredningsartiklar samt andra hushållsprodukter. Försäljningen sker inom Ikea-koncernen – numera med 276 möbelvaruhus i 25 länder.
Ikeas varuhus är franchisetagare till Inter Ikea Systems BV i Nederländerna, som äger de immateriella rättigheterna av Ikea-konceptet. Detta företag är också franchisegivare till 37 andra Ikea-varuhus utöver de som ägs direkt av Ikea-koncernen.

## Industriproduktion
Sedan 1991 bedriver Ikea Industry möbelproduktion i Sverige och i Östeuropa. Man bedriver även tillverkning av spån-, melamin-, och andra belagda plattor i Sverige, Frankrike, Litauen, Slovakien och Polen sedan år 2008. Ett utvecklingscenter för den tillverkningen ligger i Hultsfred.

## Historik
Ikea hade ursprungligen sitt säte i Älmhult. Under senare delen av 1970-talet flyttade huvudkontoret till Humlebæk i Danmark och senare till Leiden i Nederländerna.

## Ägande
Ingka Holding B.V. är sedan 1982 helägt av den av Ingvar Kamprad bildade nederländska stiftelsen Stichting Ingka Foundation. 

## Rörelsens omfattning
Koncernen hade bokslutsåret 2018 en omsättning på 38,8 miljarder euro.

## Ledning
Ordförande i styrelsen är sedan 2015 Lars-Johan Jarnheimer. Ingvar Kamprad, som var företagets förste chef, var fram till sin död 2018 rådgivare (Senior Advisor) till styrelsen.  
Anders Moberg tog över som koncernchef efter Ingvar Kamprad 1986 och satt fram till 1999. Han efterträddes då av Torbjörn Lööf.
Verkställande direktör är sedan september 2017 Jesper Brodin. Ikeakoncernen publicerar sedan hösten 2010 ett sammandrag av sin finansiella årsrapport på engelska.